# Ecurie Ecosse
Ne doit pas être confondu avec Scuderia Ecosse.
L'Ecurie Ecosse, est une écurie écossaise de sport automobile fondée en 1952 par David Murray, un pilote et homme d'affaires originaire d'Édimbourg.
Les principales victoires de l'écurie sont obtenues lors des 24 Heures du Mans en 1956 et 1957 sur des Jaguar D-Type. Le projet initial a pris fin en 1971 et a été relancé dans les années 1980 par Hugh McCaig pour participer de nouveau aux 24 Heures du Mans et au Championnat britannique des voitures de tourisme.

## Historique

### Création de l'écurie
En 1937, David Murray, un pilote automobile écossais, participe pour la première fois aux 24 Heures du Mans, à bord d'une Frazer Nash avec son compatriote britannique Pat Fairfield qui se tue dans le huitième tour de course. David Murray, marqué par cette disparition, souhaite néanmoins continuer sa carrière en sport automobile.
Après la Seconde Guerre mondiale, Murray prend possession d'une MG pour participer à certaines courses locales. Durant ces courses, il rencontre Reg Parnell et est approché par la Scuderia Ambrosiana qui le fait piloter pour le Grand Prix de Grande-Bretagne 1950, premier Grand Prix de Formule 1 de l'histoire. À bord de sa Maserati 4CLT/48, il se qualifie en dix-huitième position mais renonce sur un problème de joint de culasse. Lors du Grand Prix des Pays-Bas, qui se dispute hors-championnat, il termine au sixième rang ; il abandonne en Italie, le dernier Grand Prix de la saison.

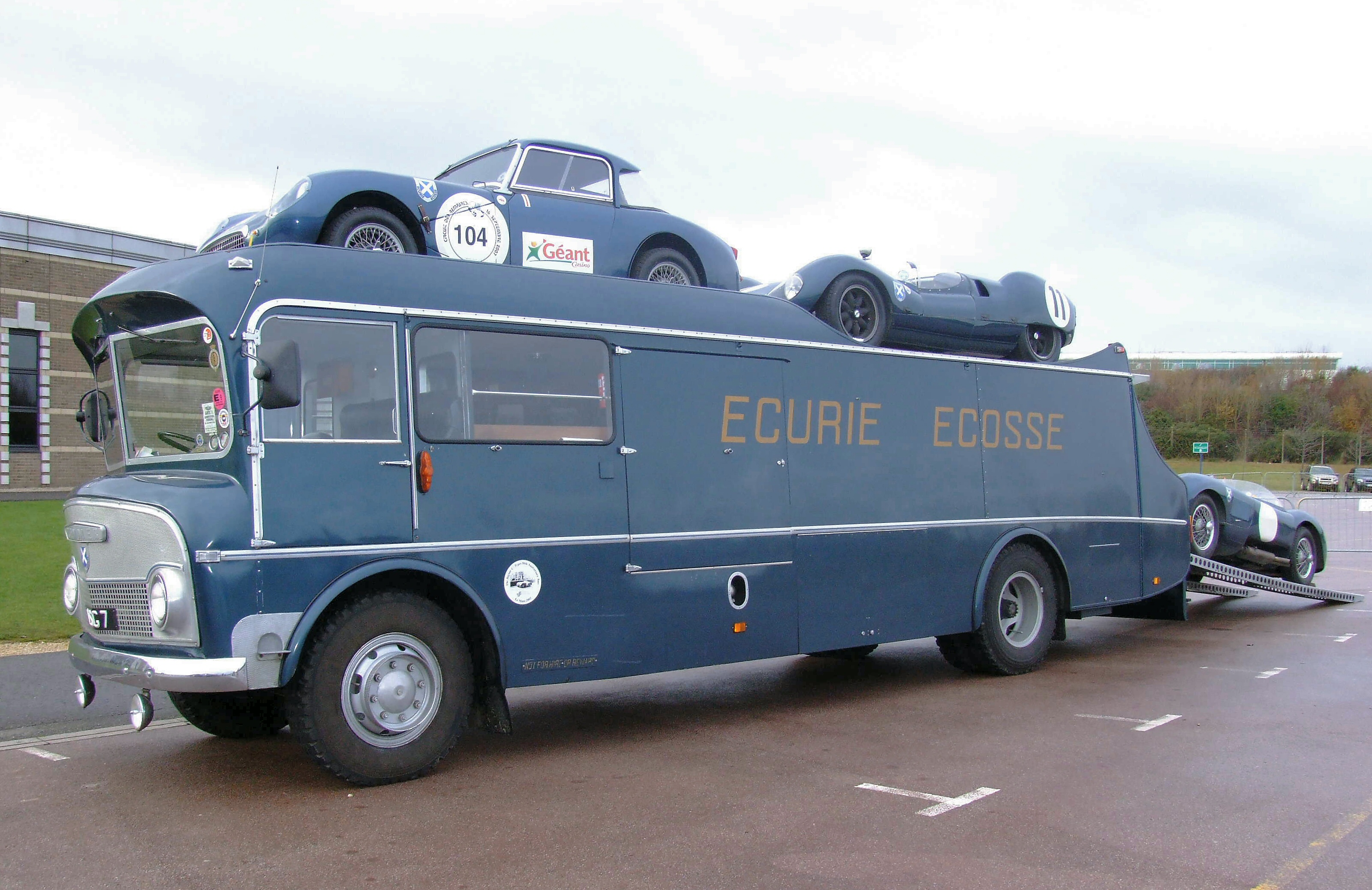
Le camion transporteur de l'Ecurie Ecosse

L'année suivante est plus compliquée pour Murray et, après un nouvel abandon au Grand Prix de Grande-Bretagne et un accident en Allemagne, il décide d'arrêter sa carrière de pilote automobile.
Au début des années 1950, en parallèle du monde de la course automobile, David Murray est homme d'affaires ; il crée notamment Merchiston Motors, un garage automobile dont le chef mécanicien est Wilkie Wilkinson. En 1952, alors qu'il est en discussion avec ses clients Ian Stewart et Bill Dobson, ils décident de créer une écurie privée de sport automobile : Wilkie Wilkinson serait chargé de la partie mécanique, Murray de la gestion, et Ian Stewart et Bill Dobson les pilotes.

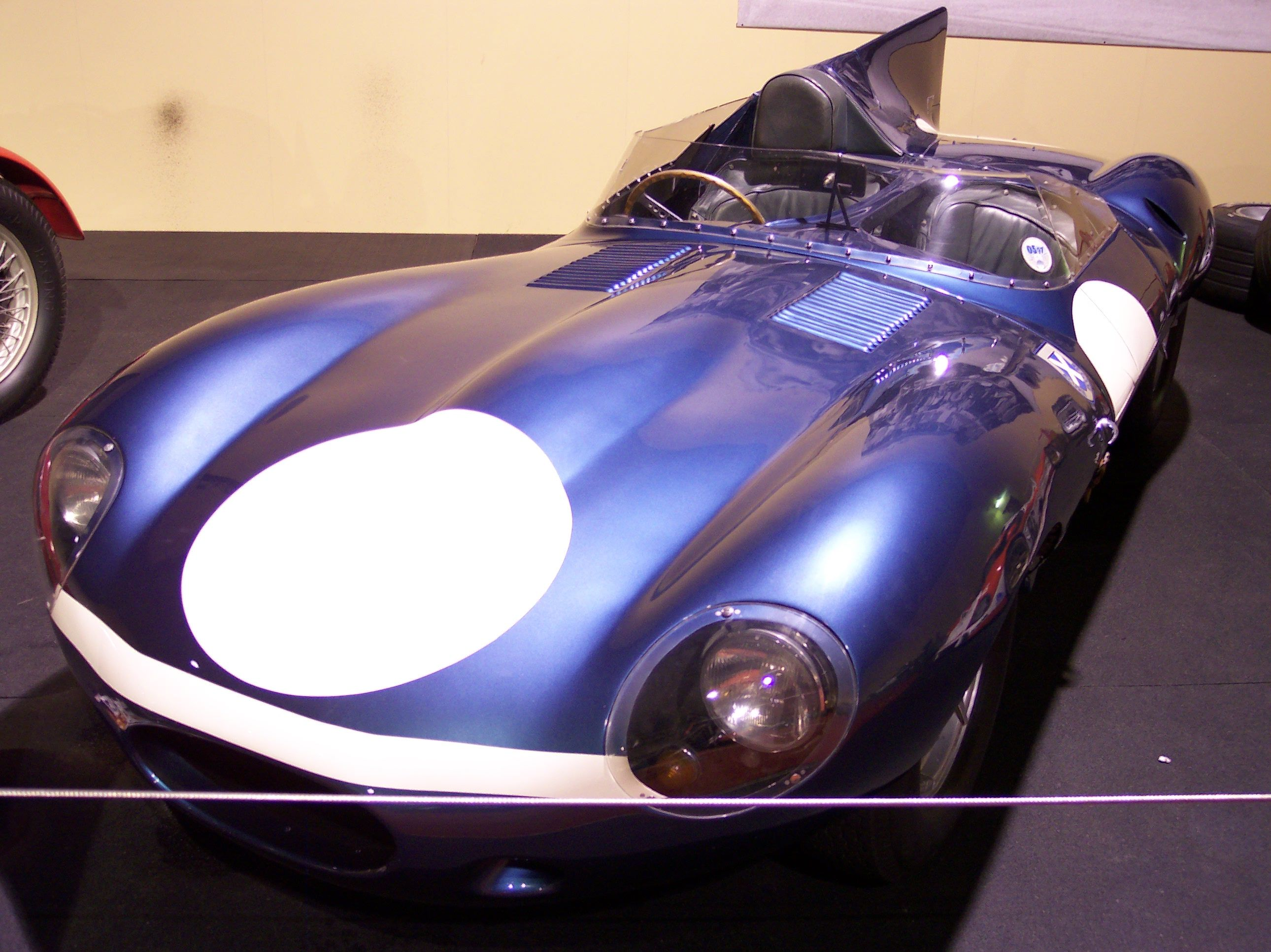
La Jaguar Type-D victorieuse au Mans en 1956

L'équipe participe, trois années de suite, au Grand Prix automobile de Grande-Bretagne de Formule 1 et débute en 1952 avec l'abandon de David Murray au volant d'une Cooper-Bristol. L'expérience se poursuit l'année suivante en 1953 avec deux voitures qui abandonnent (Jimmy Stewart sur une Cooper-Bristol et Ian Stewart sur une Connaught-Lea Francis). Le dernier test a lieu en 1954 avec Leslie Thorne sur une Connaught-Lea Francis qui termine quatorzième, loin du vainqueur. Après ces résultats, l'écurie se concentre dans les courses de voitures de sport et d'endurance.
En 1955, l'écurie inscrit des Jaguar D-Type dans des courses britanniques et remporte quelques victoires. Lors de la première apparition aux 24 Heures du Mans, en 1956, la victoire est au rendez-vous alors que trois des quatre D-Type officielles abandonnent pour laisser les honneurs aux privés de l'Ecurie Ecosse (vainqueur) et de l'Équipe nationale belge (quatrième). En 1957, si l'écurie officielle Jaguar ne s'engage pas, l'Ecurie Ecosse, avec deux D-Type, réalise le doublé. L'emprise de Jaguar sur la course est complète puisque les cinq Type-D engagées par des équipes privées se classent aux quatre premières places et sixième. Il s'agit de la troisième victoire de suite de la marque, la cinquième en sept saisons.
L'écurie continue d'engager les D-Type durant quelques années sans obtenir d'aussi bons résultats puis engage des Cooper T57 Monaco, Austin-Healey Sprite et Tojeiro EE ; elle arrête en 1971.

### Seconde vie

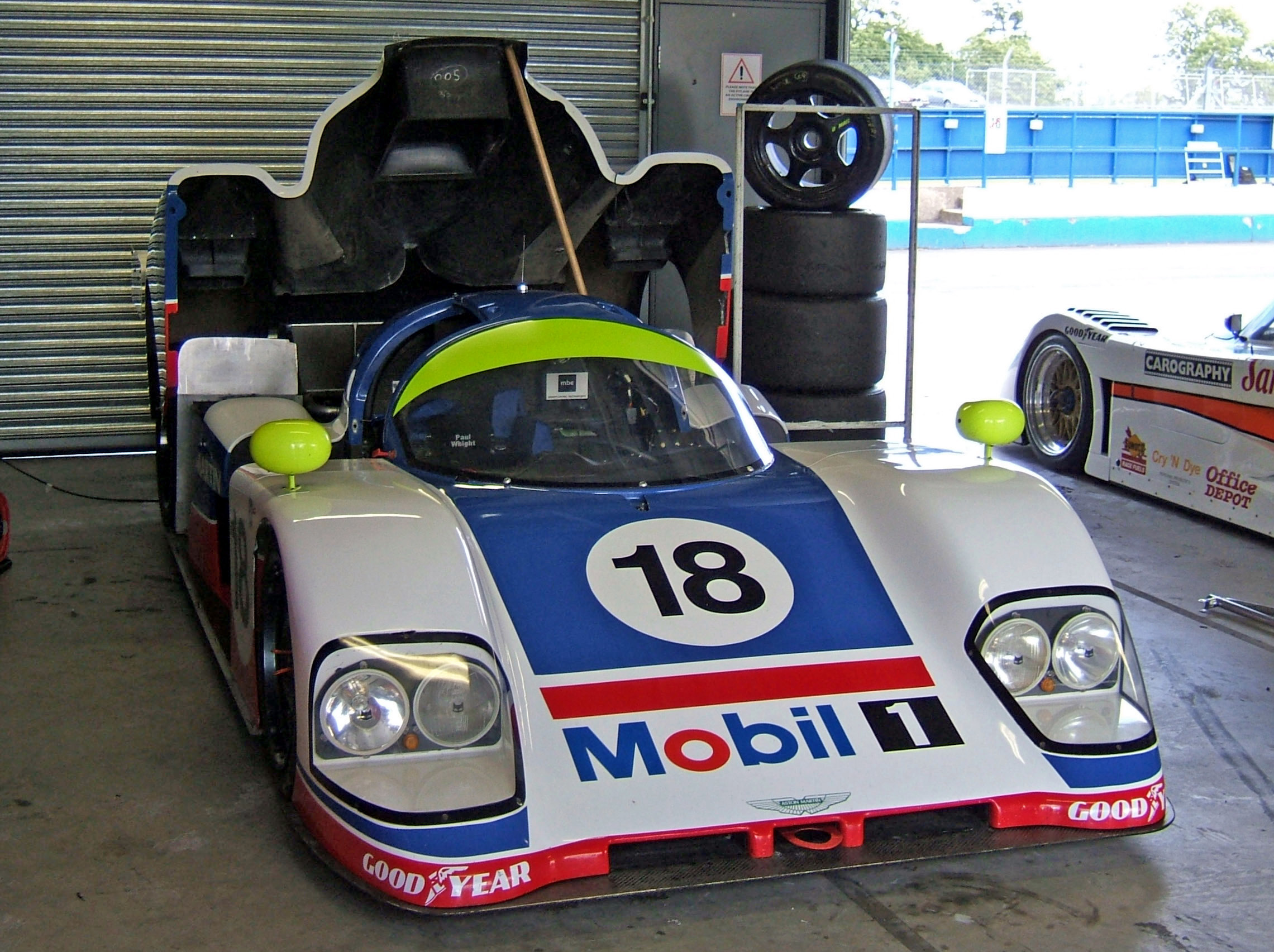
L'Aston Martin AMR1 à Donington Park en 2007.

La seconde vie de l'écurie débute en 1982 en catégorie C2 du Championnat du monde des voitures de sport. Les premières victoires de catégorie arrivent en 1985 et l'association avec RML Group en 1986 permet de conquérir le titre mondial. En 1987, l'Ecurie Ecosse s'associe à Aston Martin pour développer l'Aston Martin AMR1 qui participe à la catégorie C1 en 1989 ; les mauvais résultats mettent fin au projet et à l'engagement de l'écurie.
En 2011, Hugh McCaig annonce sa volonté d'engager une Aston Martin DBRS9 aux 24 Heures de Spa et aux Blancpain Endurance Series afin de donner à l'écurie une troisième vie avec l'objectif de revenir aux 24 Heures du Mans,.

## Palmarès
- 24 Heures du Mans
  - Sept participations de 1956 à 1962 puis six participations de 1984 à 2001
  - Vainqueur en 1956 avec Ron Flockhart et Ninian Sanderson
  - Vainqueur en 1957 avec Ron Flockhart et Ivor Bueb
- Championnat du monde des voitures de sport
  - Vainqueur de la catégorie C2 par équipe en 1986

## Résultats en championnat du monde de Formule 1
| Saison | Écurie        | Châssis                | Moteur                    | Pneus  | Pilotes                   | Grands Prix disputés | Points inscrits | Classement |
| ------ | ------------- | ---------------------- | ------------------------- | ------ | ------------------------- | -------------------- | --------------- | ---------- |
| 1952   | Ecurie Ecosse | Cooper T20             | Bristol L6                | Dunlop | David Murray              | 1                    | -               | -          |
| 1953   | Ecurie Ecosse | Connaught A Cooper T20 | Lea Francis L4 Bristol L6 | Dunlop | Ian Stewart Jimmy Stewart | 1                    | -               | -          |
| 1954   | Ecurie Ecosse | Connaught A            | Lea Francis L4            | Dunlop | Leslie Thorne             | 1                    | -               | -          |

| Saison | Écurie        | Châssis                | Moteur                    | Pneumatiques | Pilotes       | Courses | Courses | Courses | Courses | Courses | Courses | Courses | Courses | Courses | Points inscrits | Classement |
| Saison | Écurie        | Châssis                | Moteur                    | Pneumatiques | Pilotes       | 1       | 2       | 3       | 4       | 5       | 6       | 7       | 8       | 9       | Points inscrits | Classement |
| ------ | ------------- | ---------------------- | ------------------------- | ------------ | ------------- | ------- | ------- | ------- | ------- | ------- | ------- | ------- | ------- | ------- | --------------- | ---------- |
| 1952   | Écurie Ecosse | Cooper T20             | Bristol L6                | Dunlop       |               | SUI     | 500     | BEL     | FRA     | GBR     | ALL     | P-B     | ITA     |         | -               | -          |
| 1952   | Écurie Ecosse | Cooper T20             | Bristol L6                | Dunlop       | David Murray  |         |         |         |         | Abd     |         |         |         |         | -               | -          |
| 1953   | Écurie Ecosse | Connaught A Cooper T20 | Lea Francis L4 Bristol L6 | Dunlop       |               | ARG     | 500     | P-B     | BEL     | FRA     | GBR     | ALL     | SUI     | ITA     | -               | -          |
| 1953   | Écurie Ecosse | Connaught A Cooper T20 | Lea Francis L4 Bristol L6 | Dunlop       | Ian Stewart   |         |         |         |         |         | Abd     |         |         |         | -               | -          |
| 1953   | Écurie Ecosse | Connaught A Cooper T20 | Lea Francis L4 Bristol L6 | Dunlop       | Jimmy Stewart |         |         |         |         |         | Abd     |         |         |         | -               | -          |
| 1954   | Écurie Ecosse | Connaught A            | Lea Francis L4            | Dunlop       |               | ARG     | 500     | BEL     | FRA     | GBR     | ALL     | SUI     | ITA     | ESP     | -               | -          |
| 1954   | Écurie Ecosse | Connaught A            | Lea Francis L4            | Dunlop       | Leslie Thorne |         |         |         |         | 14e     |         |         |         |         | -               | -          |

Légende : ici 